# Union 05 Football Club De Kayl Tétange
L'Union 05 Football Club De Kayl Tétange è una società calcistica lussemburghese con sede nella città di Kayl.

## Storia
La società è stata fondata nel 2005 dall'unione di FC Jeunesse Kayl 07 (fondata nel 1907) e SC Tetange (fondata nel 1914). In sei anni è riuscita a raggiungere la massima serie, disputando il campionato 2011-2012 dopo aver vinto il campionato di seconda divisione nell'annata precedente.

## Strutture

### Stadio
Gioca le gare interne allo Stade Victor Marchal.

## Allenatori e presidenti
| Allenatori - 2005-2006 Nora Favita - 2006-2007 Nora Favita - 2007-2008 Nora Favita - 2008-2009 Augusto Martins - 2009-2010 Alvaro Da Cruz - 2010-2011 Manuel Correia - 2011-2012 Manuel Correia - 2012-2013 | Presidenti - 2005-2006 José Gonçalves - 2006-2007 José Gonçalves - 2007-2008 José Gonçalves - 2008-2009 José Gonçalves - 2009-2010 José Gonçalves - 2010-2011 José Gonçalves - 2011-2012 José Gonçalves - 2012-2013 José Gonçalves |

## Palmarès

### Competizioni nazionali
- Éirepromotioun: 1

2010-2011

## Organico

### Rose delle stagioni precedenti
- 2010-2011